# Веер леди Уиндермир (фильм, 1925)
«Веер леди Уиндермир» (англ. Lady Windermere's Fan) — американский немой фильм Эрнста Любича по одноимённой пьесе Оскара Уайльда.

## Сюжет
Леди Уиндермир обеспокоена тем, что её муж проводит слишком много времени в обществе миссис Эрлин, пытаясь убедить её вернуться в общество после скандального прошлого. Леди Уиндермир не знает, что миссис Эрлин на самом деле её мать, которая вернулась в Англию после того, как провела много лет за границей, в социальной изоляции.

## В ролях
- Рональд Колман — лорд Дарлингтон
- Мэй Макэвой — леди Уиндермир
- Берт Лителл — лорд Уиндермир
- Айрин Рич — миссис Эрлин
- Эдвард Мартиндел — лорд Огастус Лортон
- Кэрри Домери — герцогиня Бервик